# ダグラス・ブラント

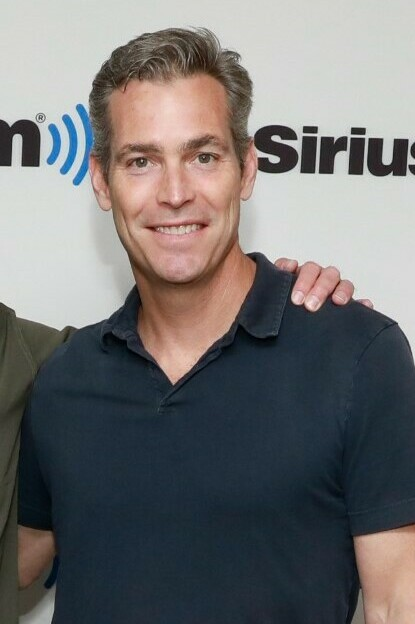

ダグラス・ブラント（Douglas Brunt、1971年8月25日 - ）は、アメリカ合衆国の小説家であり起業家である。著書『Ghosts of Manhattan』はニューヨーク・タイムズ社刊のベストセラーである。

## 来歴
ペンシルベニア州フィラデルフィア出身。Haverford School（英語版）を経てデューク大学を卒業。ブーズ・アレン・ハミルトン社でマネージメントコンサルタントとして働き始めた。2001年から2011年まで警備会社であるAuthentium社の社長兼CEOを務め、2011年にNASDAQ上場企業であるCommtouch社に売却。2008年から2011までは青年会議所（英語版）ニューヨーク支部のメンバーであったが、会社売却時に作家活動に専念するためにメンバーを辞している。

## 作家活動
ブラントの処女作『Ghosts of Manhattan』は、好評を博した。
- Publishers Weekly評 - 「ブラントの作品はウォールストリートのトレーダーたちを鋭く描写しており、魅力的なデビューを飾った」[2]
- Kirkus評 - 「ブラントは金融崩壊のメカニズムを描いただけでなく、当事者たちの極限状態における心理までをも描写した」[3]